# Atafu
Atafu (früher Duke of York’s Island) ist ein aus über vierzig kleinen Motus bestehendes Atoll im Pazifik, das mit den beiden anderen Atollen Fakaofo und Nukunonu die Gruppe der politisch zu Neuseeland gehörenden Tokelau-Inseln bildet. Nach der Volkszählung 2016 sind auf Atafu offiziell 541 Menschen ansässig, von denen zum Zeitpunkt der Zählung jedoch nur 413 anwesend waren. Von den beim Zensus Anwesenden bekannten sich 78,3 % zur Congregational Church. Dies ist ein deutlicher Rückgang gegenüber 2006, als noch mehr als 95 % der Bevölkerung dieser Glaubensgemeinschaft angehörten.

## Geographie
Atafu ist das kleinste und nördlichste der drei Atolle von Tokelau. Es misst an der breitesten Stelle im Süden etwa 5,5 km und von Nord nach Süd bis zu 6,5 km. Die zahlreichen Inseln des Atolls liegen verteilt um die zentrale Lagune (17 km²) und haben zusammen eine Landfläche von 3,5 km². Die einzige Ansiedlung (Atafu-Village) befindet sich auf einer V-förmigen Insel (Atafu Island) im äußersten Nordwesten, während die größten Landflächen durch zwei Motus im Osten des Atolls gebildet werden.

## Geschichte
John Byron, Commodore der Royal Navy und Großvater des Dichters Lord Byron, segelte 1765 mit den beiden britischen Expeditionsschiffen Dolphin und Tamar über den Pazifik. Am 24. Juni 1765 wurde eine niedrige, mit Bäumen bewachsene Insel entdeckt und Duke of York’s Island genannt. Eine Landpartie entdeckte keinerlei Anzeichen einer Besiedlung der Insel.
Kapitän Edward Edwards (1741–1815) war mit dem britischen Schiff Pandora auf einer ausgedehnten Suche im Pazifik nach den Meuterern von der Bounty. Nachdem er einige Meuterer auf den Gesellschaftsinseln gefunden hatte, machte er sich auf die Suche nach der Duke-of-York’s-Insel, die er am 6. Juni 1791 erreichte. Die Position der Insel wurde jetzt mit 8°34′ S und 172°6′ W gemessen. Eine Landpartie fand Hütten und andere Anzeichen menschlichen Lebens. In den Hütten waren Angelgeräte und Kanus, die darauf schließen ließen, dass die Insel als temporäre Station für Fischer diente. Die Fischer kamen wahrscheinlich von anderen Inseln der Tokelau-Gruppe, bevor die Insel permanent von Fakaofo aus besiedelt wurde. Captain Edwards hinterließ in den leeren Hütten am Strand Spiegel und Trinkbecher.
Im Jahre 1841, als Kapitän William L. Hudson (1794–1862) von der Wilkes-Expedition speziell nach dieser Insel suchte, die jetzt in Atafu umbenannt wurde, fand er sie bewohnt vor. Die Einheimischen erzählten den Amerikanern, dass sie zu Fakaofo gehörten. In den Gesprächen wurde ebenfalls Nukunonu erwähnt. Beide Inseln wurden später von Hudson besucht. Darauf folgende Kontakte ergaben, dass Fakaofo und Nukunonu bereits geraume Zeit vor Byrons Entdeckung bewohnt waren.